# Vœlfling-lès-Bouzonville
Vœlfling-lès-Bouzonville (deutsch Wölflingen bei Busendorf) ist eine französische Gemeinde mit 159 Einwohnern (Stand 1. Januar 2022) im Département Moselle in der Region Grand Est (bis 2015 Lothringen).

## Geographie
Der Ort liegt 42 Kilometer nordöstlich von Metz, 13  Kilometer nördlich von Boulay-Moselle (Bolchen) und fünfeinhalb Kilometer östlich von Bouzonville (Busendorf) am Schrecklinger Bach sowie zwei Kilometer von der deutsch-französischen Grenze (Saarland) entfernt.

## Geschichte
Das Dorf gehörte früher zum Herzogtum Lothringen im Heiligen Römischen Reich. Es entstand im 16. Jahrhundert als Waulffenigen. Weitere Ortsnamen waren Woelfling (1793), Vatfling (1801) und Voelfling-lès-Bouzonville (1801).
Durch den Frankfurter Frieden vom 10. Mai 1871 kam das Gebiet von Frankreich an Deutschland und das Dorf wurde dem Kreis Bolchen im Bezirk Lothringen des Reichslandes Elsaß-Lothringen zugeordnet.
Nach dem Ersten Weltkrieg musste die Region aufgrund der Bestimmungen des Versailler Vertrags 1919 an Frankreich abgetreten werden. Im Zweiten Weltkrieg war die Region von der deutschen Wehrmacht besetzt, und das Dorf stand bis 1944 unter deutscher Verwaltung.

### Wappen
Das Gemeindewappen ist „redend“.

### Bevölkerungsentwicklung
| Jahr                       | 1962 | 1968 | 1975 | 1982 | 1990 | 1999 | 2009 | 2019 |
| Einwohner                  | 146  | 138  | 145  | 175  | 203  | 197  | 182  | 156  |
| Quellen: Cassini und INSEE |      |      |      |      |      |      |      |      |

## Belege
1. ↑  Zur Unterscheidung von Wölflingen bei Bliesbrücken.
2. 1 2  Eugen H. Th. Huhn: Deutsch-Lothringen. Landes-, Volks- und Ortskunde, Stuttgart 1875,  S. 363 (google-books.com).
3. ↑  Wappenbeschreibung auf genealogie-lorraine.fr (französisch)